# 99928 Бренар
99928 Бренар (99928 Brainard) — астероїд головного поясу.
Тіссеранів параметр щодо Юпітера — 3,201.